# Karl Baumbach

Karl Adolf Baumbach

Karl Adolf Baumbach (* 9. Februar 1844 in Meiningen; † 21. Januar 1896 in Danzig) war ein deutscher Politiker und Oberbürgermeister von Danzig.

## Leben
Der jüngere Bruder des Dichters Rudolf Baumbach (1840–1905) studierte in den Jahren 1862–1865 Rechtswissenschaften sowie Staatswissenschaften an den Universitäten Jena, Heidelberg, Leipzig und Berlin. Er promovierte zum jur. Später wurde er Kreisrichter in Saalfeld an der Saale und 1878 Landrat in Sonneberg im Herzogtum Sachsen-Meiningen.
Mit dem Politiker Eduard Lasker (1829–1884) befreundet, schloss er sich der Nationalliberalen Partei an und wurde 1880 bei einer Nachwahl im Reichstagswahlkreis Herzogtum Sachsen-Meiningen 1 in den Deutschen Reichstag gewählt. Mit den sogenannten „Sezessionisten“ schied er im August 1880 aus der Partei aus, trat der Fusion mit der Deutschen Fortschrittspartei bei und wurde in den Jahren 1884 und 1890 vom 5. Berliner Wahlkreis zum Reichstagsabgeordneten gewählt. Als Vertreter der Deutsch-Freisinnigen Partei trat er 7. Mai 1890 als zweiter Vizepräsident in den Vorstand des Reichstags.
Bei Debatten um die Zulassung von Frauen zu deutschen Universitäten stellte Karl Baumbach 1893 im Reichstag fest, August Bebel (1840–1913) habe den Einwand, die Frau sei dem Mann geistig nicht ebenbürtig, gründlich widerlegt.
Ende 1890 wurde er zum Oberbürgermeister von Danzig und im Januar 1891 für diese Stadt in das Preußische Herrenhaus gewählt. Weiterhin war er Mitglied des Westpreußischen Provinziallandtages.
Regierungspräsident Adolf von Heppe kritisierte öffentlich dessen Gehalt von 15.000 Mark (Baumbachs Vorgänger hatte 12.000 Mark erhalten) und forderte als Vorsitzender des Bezirkstages eine Neuausschreibung, um einen billigeren Oberbürgermeister zu finden. Dies wurde öffentlich heftig kritisiert und wohl Grund für die Versetzung von Adolf von Heppe nach Trier.

## Werke (Auswahl)
- Staats-Lexikon. Handbuch für jeden Staatsbürger zur Kenntnis des öffentlichen Rechts und des Staatslebens aller Länder, insbesondere des Deutschen Reichs. Bibliographisches Institut, Leipzig 1882.
- Der Colportagebuchhandel und die Gewerbenovelle (= Volkswirtschaftliche Zeitfragen. Vorträge und Abhandlungen. Band 5, Nr. 1 = Nr. 33, ZDB-ID 2603594-7). Simion, Berlin 1883.
- Der Normal-Arbeitstag (= Volkswirtschaftliche Zeitfragen. Vorträge und Abhandlungen. Band 7, Nr. 6 = Nr. 54). Simion, Berlin 1885.
- Frauenarbeit und Frauenschutz (= Volkswirtschaftliche Zeitfragen. Vorträge und Abhandlungen. Band 11, Nr. 1 = Nr. 81). Simion, Berlin 1889.
- Der deutsche Reichstag (= Freund's politische Handbücher. Band 1, ZDB-ID 271637-9). Freund, Breslau 1890.
- Der Kolportagebuchhandel und seine Widersacher (= Volkswirtschaftliche Zeitfragen. Vorträge und Abhandlungen. Band 15, Nr. 6 = Nr. 1185). Simion, Berlin 1894.

Baumbach redigierte den juristischen Teil der Ausgabe von Meyers Konversationslexikon dieser Zeit.